# Young Dadi
Давид Данилоски (Скопље, 12. новембар 2001), познатији као Young Dadi, македонски је репер, певач и текстописац.
Давид је студирао маркетинг и провео је један семестар на размени у Мадриду, где је био позван је да наступи на свом првом фестивалу.
Наступио је на Егзиту 2023. године.
Године 2024. објављује песму Харам са Барбаром Поповић.

## Дискографија

### Албуми
- ЕП: SCORPIUS CH1 (2022)

### Синглови
- Пина колада (2019)
- Arriba (2019)
- Секој ден (2020)
- Omgdwtf (2020)
- Ураган (2020)
- Секој ден (2020)
- Психоделии (2020)
- Глупи ствари (2020)
- Лади дади (2020)
- Сами (2020)
- Roller Coaster (2020)
- Sunset (2020)
- Сеедно ми је (2020)
- Секој ден (2020)
- Фаци (2020)
- Molly (2021)
- Safari (2021)
- Bestie (2022)
- Skopje Town (2021)
- Wifey (2022)
- 5 до 2 (2022)
- Дваесет (2023)
- Метро (2023)
- Дваесет (2023)
- Сара (Ана, Марија, Софија, Анастасија) (2023)
- Role Model (2023)
- Цела нација (2024)
- Пусти да те вози (2024)
- Цела нација (2024)
- Бали, Аргентина (2024)
- Его са Тамаром Тодевском (2024)
- Ту ту ту (2024)
- Харам са Барбаром Поповић (2024)